# La Tortura
La Tortura is de eerste single van Shakira's tweede studioalbum Fijación Oral, Vol. 1 (2005). Het is een duet tussen Shakira en Alejandro Sanz.
De songtekst van het nummer gaat over een echtscheiding, die Shakira een marteling vindt.

## Tracklist
Dd-single:
- La Tortura (met Alejandro Sanz, albumversie) - (03:32)
- La Tortura (met Alejandro Sanz, Shaketon-remix) - (03:12)

Cd-maxi single:
- La Tortura (met Alejandro Sanz, albumversie) - (03:32)
- La Tortura (met Alejandro Sanz, albumversie) - (03:32)
- Shakira - La pared (akoestisch) (02:39)

## Hitlijsten
Nederlandse Top 40
| Hitnotering: 28-05-2005 t/m 29-10-2005 | Hitnotering: 28-05-2005 t/m 29-10-2005 | Hitnotering: 28-05-2005 t/m 29-10-2005 | Hitnotering: 28-05-2005 t/m 29-10-2005 | Hitnotering: 28-05-2005 t/m 29-10-2005 | Hitnotering: 28-05-2005 t/m 29-10-2005 | Hitnotering: 28-05-2005 t/m 29-10-2005 | Hitnotering: 28-05-2005 t/m 29-10-2005 | Hitnotering: 28-05-2005 t/m 29-10-2005 | Hitnotering: 28-05-2005 t/m 29-10-2005 | Hitnotering: 28-05-2005 t/m 29-10-2005 | Hitnotering: 28-05-2005 t/m 29-10-2005 | Hitnotering: 28-05-2005 t/m 29-10-2005 | Hitnotering: 28-05-2005 t/m 29-10-2005 | Hitnotering: 28-05-2005 t/m 29-10-2005 | Hitnotering: 28-05-2005 t/m 29-10-2005 | Hitnotering: 28-05-2005 t/m 29-10-2005 | Hitnotering: 28-05-2005 t/m 29-10-2005 | Hitnotering: 28-05-2005 t/m 29-10-2005 | Hitnotering: 28-05-2005 t/m 29-10-2005 | Hitnotering: 28-05-2005 t/m 29-10-2005 | Hitnotering: 28-05-2005 t/m 29-10-2005 | Hitnotering: 28-05-2005 t/m 29-10-2005 | Hitnotering: 28-05-2005 t/m 29-10-2005 | Hitnotering: 28-05-2005 t/m 29-10-2005 |
| Week:                                  | 1                                      | 2                                      | 3                                      | 4                                      | 5                                      | 6                                      | 7                                      | 8                                      | 9                                      | 10                                     | 11                                     | 12                                     | 13                                     | 14                                     | 15                                     | 16                                     | 17                                     | 18                                     | 19                                     | 20                                     | 21                                     | 22                                     | 23                                     | 24                                     |
| -------------------------------------- | -------------------------------------- | -------------------------------------- | -------------------------------------- | -------------------------------------- | -------------------------------------- | -------------------------------------- | -------------------------------------- | -------------------------------------- | -------------------------------------- | -------------------------------------- | -------------------------------------- | -------------------------------------- | -------------------------------------- | -------------------------------------- | -------------------------------------- | -------------------------------------- | -------------------------------------- | -------------------------------------- | -------------------------------------- | -------------------------------------- | -------------------------------------- | -------------------------------------- | -------------------------------------- | -------------------------------------- |
| Positie:                               | 38                                     | 15                                     | 4                                      | 3                                      | 4                                      | 4                                      | 3                                      | 3                                      | 3                                      | 3                                      | 3                                      | 3                                      | 4                                      | 7                                      | 8                                      | 11                                     | 12                                     | 11                                     | 14                                     | 23                                     | 24                                     | 29                                     | 31                                     | uit                                    |

Single Top 100
| Hitnotering: 28-05-2005 t/m 19-11-2005 | Hitnotering: 28-05-2005 t/m 19-11-2005 | Hitnotering: 28-05-2005 t/m 19-11-2005 | Hitnotering: 28-05-2005 t/m 19-11-2005 | Hitnotering: 28-05-2005 t/m 19-11-2005 | Hitnotering: 28-05-2005 t/m 19-11-2005 | Hitnotering: 28-05-2005 t/m 19-11-2005 | Hitnotering: 28-05-2005 t/m 19-11-2005 | Hitnotering: 28-05-2005 t/m 19-11-2005 | Hitnotering: 28-05-2005 t/m 19-11-2005 | Hitnotering: 28-05-2005 t/m 19-11-2005 | Hitnotering: 28-05-2005 t/m 19-11-2005 | Hitnotering: 28-05-2005 t/m 19-11-2005 | Hitnotering: 28-05-2005 t/m 19-11-2005 | Hitnotering: 28-05-2005 t/m 19-11-2005 | Hitnotering: 28-05-2005 t/m 19-11-2005 | Hitnotering: 28-05-2005 t/m 19-11-2005 | Hitnotering: 28-05-2005 t/m 19-11-2005 | Hitnotering: 28-05-2005 t/m 19-11-2005 | Hitnotering: 28-05-2005 t/m 19-11-2005 | Hitnotering: 28-05-2005 t/m 19-11-2005 | Hitnotering: 28-05-2005 t/m 19-11-2005 | Hitnotering: 28-05-2005 t/m 19-11-2005 | Hitnotering: 28-05-2005 t/m 19-11-2005 | Hitnotering: 28-05-2005 t/m 19-11-2005 | Hitnotering: 28-05-2005 t/m 19-11-2005 | Hitnotering: 28-05-2005 t/m 19-11-2005 | Hitnotering: 28-05-2005 t/m 19-11-2005 |
| Week:                                  | 1                                      | 2                                      | 3                                      | 4                                      | 5                                      | 6                                      | 7                                      | 8                                      | 9                                      | 10                                     | 11                                     | 12                                     | 13                                     | 14                                     | 15                                     | 16                                     | 17                                     | 18                                     | 19                                     | 20                                     | 21                                     | 22                                     | 23                                     | 24                                     | 25                                     | 26                                     | 27                                     |
| -------------------------------------- | -------------------------------------- | -------------------------------------- | -------------------------------------- | -------------------------------------- | -------------------------------------- | -------------------------------------- | -------------------------------------- | -------------------------------------- | -------------------------------------- | -------------------------------------- | -------------------------------------- | -------------------------------------- | -------------------------------------- | -------------------------------------- | -------------------------------------- | -------------------------------------- | -------------------------------------- | -------------------------------------- | -------------------------------------- | -------------------------------------- | -------------------------------------- | -------------------------------------- | -------------------------------------- | -------------------------------------- | -------------------------------------- | -------------------------------------- | -------------------------------------- |
| Positie:                               | 4                                      | 2                                      | 3                                      | 4                                      | 3                                      | 4                                      | 5                                      | 5                                      | 8                                      | 11                                     | 11                                     | 10                                     | 19                                     | 23                                     | 23                                     | 18                                     | 21                                     | 21                                     | 24                                     | 32                                     | 38                                     | 51                                     | 54                                     | 66                                     | 72                                     | 81                                     | uit                                    |

Ultratop 50 Singles (Vlaanderen)
| Hitnotering: 04-06-2005 t/m 29-10-2005 | Hitnotering: 04-06-2005 t/m 29-10-2005 | Hitnotering: 04-06-2005 t/m 29-10-2005 | Hitnotering: 04-06-2005 t/m 29-10-2005 | Hitnotering: 04-06-2005 t/m 29-10-2005 | Hitnotering: 04-06-2005 t/m 29-10-2005 | Hitnotering: 04-06-2005 t/m 29-10-2005 | Hitnotering: 04-06-2005 t/m 29-10-2005 | Hitnotering: 04-06-2005 t/m 29-10-2005 | Hitnotering: 04-06-2005 t/m 29-10-2005 | Hitnotering: 04-06-2005 t/m 29-10-2005 | Hitnotering: 04-06-2005 t/m 29-10-2005 | Hitnotering: 04-06-2005 t/m 29-10-2005 | Hitnotering: 04-06-2005 t/m 29-10-2005 | Hitnotering: 04-06-2005 t/m 29-10-2005 | Hitnotering: 04-06-2005 t/m 29-10-2005 | Hitnotering: 04-06-2005 t/m 29-10-2005 | Hitnotering: 04-06-2005 t/m 29-10-2005 | Hitnotering: 04-06-2005 t/m 29-10-2005 | Hitnotering: 04-06-2005 t/m 29-10-2005 | Hitnotering: 04-06-2005 t/m 29-10-2005 | Hitnotering: 04-06-2005 t/m 29-10-2005 | Hitnotering: 04-06-2005 t/m 29-10-2005 | Hitnotering: 04-06-2005 t/m 29-10-2005 |
| Week:                                  | 1                                      | 2                                      | 3                                      | 4                                      | 5                                      | 6                                      | 7                                      | 8                                      | 9                                      | 10                                     | 11                                     | 12                                     | 13                                     | 14                                     | 15                                     | 16                                     | 17                                     | 18                                     | 19                                     | 20                                     | 21                                     | 22                                     | 23                                     |
| -------------------------------------- | -------------------------------------- | -------------------------------------- | -------------------------------------- | -------------------------------------- | -------------------------------------- | -------------------------------------- | -------------------------------------- | -------------------------------------- | -------------------------------------- | -------------------------------------- | -------------------------------------- | -------------------------------------- | -------------------------------------- | -------------------------------------- | -------------------------------------- | -------------------------------------- | -------------------------------------- | -------------------------------------- | -------------------------------------- | -------------------------------------- | -------------------------------------- | -------------------------------------- | -------------------------------------- |
| Positie:                               | 36                                     | 27                                     | 25                                     | 17                                     | 10                                     | 13                                     | 11                                     | 8                                      | 8                                      | 12                                     | 13                                     | 13                                     | 14                                     | 11                                     | 11                                     | 11                                     | 11                                     | 20                                     | 26                                     | 27                                     | 37                                     | 50                                     | uit                                    |